# Hyperkulturalität
Der postmoderne Begriff der Hyperkulturalität (abgeleitet von altgriechisch ὑπέρ hyper „über“, im Sinne von Akkumulation, Vernetzung und Verdichtung und vom lateinischen cultura „Bearbeitung, Pflege, Ackerbau“, von colere „pflegen, verehren, den Acker bestellen“) nach dem Philosophen Byung-Chul Han, beschreibt die Auflösung von Grenzen und Umzäunungen unterschiedlicher Kulturformen, die durch kulturelle Gegensätze entstanden sind und bedeutet zugleich die Annäherung und Vernetzung der einzelnen Kulturen. Dabei bezieht sich der Begriff gleichermaßen auf die räumliche und zeitliche Dimension, als auch auf die Identität des Einzelnen.

## Begriff und Bedeutung
Laut Han ist Hyperkulturalität ein „Mehr an Kultur“, „das abstandslose Nebeneinander unterschiedlicher kultureller Formen“ und ein Phänomen der heutigen Zeit. „[Die herkömmliche Kultur] wird ent-grenzt, ent-schränkt, ent-näht zu einer Hyperkultur“ und bedeutet somit ein „Sowohl-als-auch“ anstatt eines „Entweder-oder[s]“.

## Dimensionen

### Raum
Mit der Hyperkulturalität geht automatisch eine Ortsunabhängigkeit der Kulturen einher, die nach Han zu einer neuen Nähe führt, bei der eine Vielfalt an kulturellen Lebenspraktiken und Ausdrucksformen gleichzeitig existiert: „Heterogene kulturelle Inhalte drängen sich in ein Nebeneinander. Kulturelle Räume überlagern und durchdringen sich.“

### Zeit
Wie auch bei der räumlichen Dimension, werden „unterschiedliche Zeiträume ent-fernt“  und die Hyperkulturalität somit zeitunabhängig. Dies bedeutet, dass die Hyperkultur „keine Kultur der Innerlichkeit oder der Erinnerung“ ist, sondern in ihrer Form nur im Präsens existiert.

### Identität
Die hyperkulturelle Identität ist von der Individualisierung und vom „Fundus von Lebensformen und-praktiken“ verschiedenster Art geprägt.  In der Hyperkultur kann sich jeder Einzelne, seinen eigenen Neigungen folgend, eine Identität erschaffen.
Die Überlagerung und Durchdringung kultureller Räume hat auch eine Veränderung der Religion und der Kunst zur Folge. Aus unterschiedlichsten Glaubensformen könne sich das Individuum seine ganz eigene Religion „zusammenstückeln“ und die Kunst äußere sich als „vielfarbig und vielgestaltig“. Han zufolge kann aus dieser Erscheinung auch ein Ende der Religionen resultieren.

## Abgrenzung zur Multi-, Inter- und Transkulturalität
Han grenzt den Begriff von den Begriffen der Multikulturalität, Interkulturalität und Transkulturalität ab.
Im Unterschied zur Multikultur kommt die Hyperkulturalität ohne Begriffe wie Toleranz und Integration aus. Weiterhin unterscheidet sie sich von der Multikultur durch ihre zeitliche Unabhängigkeit. Es existiert keine zeitliche Vergangenheit, sondern "ein dichtes Nebeneinander unterschiedlicher Vorstellungen."  Das macht ein "gegenseitiges Durchdringen oder Spiegeln" möglich.
Im Gegensatz zur Interkulturalität, die den Dialog zwischen verschiedenen Kulturen sucht, ist der Begriff des Dialogs der Hyperkultur fremd, da dieser verschiedene Standpunkte voraussetzt, die im Hyperraum nicht existieren.
Die Transkulturalität betont den "Aspekt der Grenzüberschreitung", setzt also Grenzen voraus.  In der Transkulturalität wird das Individuum als Wanderer oder Grenzgänger zwischen den Kulturen beschrieben. Dieser Übergang (Transit) zwischen Kulturen ist in der Hyperkulturalität nicht möglich, da diese Kulturen bereits ent-grenzt, ent-ortet und ent-fernt wurden. Der Mensch bewegt sich in einem Hyperraum, der alles zusammenfasst und zulässt.

## Voraussetzungen
Die Hyperkultur entsteht in einem Prozess, der sich in vier Stufen unterteilen lässt. Am Anfang dieses Entstehungsprozesses steht eine globalisierte Gesellschaft, die bereits eine bestimmte Entwicklung durchlaufen hat. Diese Entwicklung beinhaltet „historische, sozio-kulturelle, technische oder mediale Prozesse.“

### Gesellschaftliche Prozesse
Die technischen und medialen Prozesse beschreiben die Industrialisierung und Digitalisierung – der westlichen Gesellschaft – die den heutigen Stand der Globalisierung und digitalen Verknüpfung ermöglichen. Das Internet ist dabei zentrales Element für weltweite Kommunikation. Dabei ist es für die Entstehung der Hyperkultur entscheidend, da Informationen unabhängig von Raum und Zeit verfügbar sind.
Auch Kulturen setzen sich aus einer Vielzahl an Informationen zusammen, z. B. Sprache, Kunst, Traditionen und Bräuche. Sobald diese in schriftlicher und medialer Form verfügbar werden, verschwinden ihre räumlichen und zeitlichen Begrenzungen. Sie werden auch für Außenstehende einsehbar und erlernbar.

### Horizontzerfall
Jeder Ort – mit Internetzugriff – bietet sich also als universelle Bibliothek an. Die gesteigerte Form dessen stellen Plattformen wie google Earth und Wikipedia dar. Durch eine Ansammlung von Informationen, Medien und Wissen können wir Orte „besichtigen“ ohne physisch vor Ort zu sein und parallel dazu lesen, was sich am anderen Ende der Welt für regionale Ereignisse abspielen. Orte, die eigentlich hinter dem Horizont liegen, werden "sichtbar"; der Horizont löst sich quasi auf.

### Hyperraum
Die Erreichbarkeit und Verbundenheit von Orten und Informationen ohne räumliche oder zeitliche Trennung wird bei Han als Hyperraum bezeichnet. Im Hyperraum sind demnach „nicht Grenzen“ zwischen Informationen(hier: medial festgehaltene Ausschnitte – und Beschreibungen – von Kulturen) die organisierenden Faktoren „sondern Links und Vernetzungen“. So sind beispielsweise im Internet Ländergrenzen kaum von Bedeutung. Ebenso in der von Flugreisen dominierten globalen Mobilität sind Grenzen, die zwischen zwei Orten liegen weit weniger relevant, als die zwei Orte an sich, die miteinander verbunden werden. Menschen, die sich in diesem Hyperraum bewegen, vernetzen und verlinken sich vielmehr, als dass sie sich voneinander abgrenzen.
Eine hypertextuell verfasste Welt ist eine sich im Status des Hyperraum befindliche Welt. In ihr ist es unmöglich Kulturen als geografisch eingeschränkt und voneinander abgetrennt zu betrachten.

## Der Entstehungsprozess – Aneignung der Hyperkultur
Aus der heutigen, globalisierten, digitalen Gesellschaft ergibt sich der „Horizontzerfall“, durch den Kulturen ihren räumlichen und zeitlichen Bezug verlieren und sich im neu entstehenden „Hyperraum“ als eine Ansammlung von Informationen wiederfinden. Der Zugriff auf diese geschieht, wie Han es beschreibt durch „unzählige Fenster“. Ähnlich wie der Blick aus einem Fenster, der nur einen kleinen Ausschnitt einer großen Landschaft zeigt, gewinnt der Beobachter einen Einblick, der allerdings nur einen kleinen Ausschnitt, nie alle ursprünglichen Zusammenhänge einer Kultur erfasst. Im folgenden Verlauf werden verschiedene dieser kleinen Ausschnitte zu einem neuen, einzigartigen Gebilde zusammengefügt. Die ehemalige Kultur wird als eine Sammlung von Informationen kultureller Inhalte im Hyperraum verstreut, mit Anderem vermischt, teilweise extrahiert und neu verknüpft. Wenn sich schließlich, in einer hypertextuell verfassten Welt, jeder auf diese Weise sein eigenes Gebilde zusammensetzt und sich somit über eine individuell "zusammengestückelte" Kultur definiert, ist ein Zustand erreicht, den Han „Hyperkultur“ nennt.
Eine emotionale oder spirituelle Übertragung ist auf diesem Weg nur eingeschränkt möglich, wodurch diese Bereiche in einer neuen Hyperkultur an Bedeutung verlieren oder durch neue Zuordnungen ersetzt werden.